# Circondario di Fürth
Il circondario di Fürth è uno dei circondari dello stato tedesco della Baviera. Il capoluogo è Zirndorf.
Fa parte del distretto governativo della Media Franconia.

## Città e comuni
(Abitanti il 31 dicembre 2023)
| Comuni del circondario | Città 1. Langenzenn (10 924) 2. Oberasbach (17 807) 3. Stein (14 851) 4. Zirndorf (26 257) | Comuni 1. Ammerndorf (2 043) 2. Cadolzburg (11 312) 3. Großhabersdorf (4 418) 4. Obermichelbach (3 249) 5. Puschendorf (2 277) 6. Roßtal (9 963) 7. Seukendorf (3 178) 8. Tuchenbach (1 391) 9. Veitsbronn (6 667) 10. Wilhermsdorf (5 489) |